# گمینا زاپلیس
گمینا زاپلیس (به لهستانی:  Gmina Zapolice) یک گمینا در لهستان است که در شهرستان ازدونسکا وولا واقع شده‌است. گمینا زاپلیس ۸۱٫۱۱ کیلومتر مربع مساحت و ۴٬۷۲۸ نفر جمعیت دارد.